# Samuel Mbangula
Samuel-Germain Kinduelu Mbangula Tshifunda (Brussel, 16 januari 2004) is een Belgisch voetballer die onder contract ligt bij Juventus FC.

## Carrière

### Jeugd
Mbangula begon te voetballen bij Royal Léopold Football Club in Ukkel. Nadien verhuisde hij naar RWDM waarna hij naar de jeugdopleiding van Club Brugge verhuisde. In 2019, na vijf jaar verruilde hij de jeugdopleiding van Club Brugge voor die van RSC Anderlecht. Een jaar later speelde Anderlecht de tiener alweer kwijt aan Juventus FC. De speler zelf vond dat de club hem onvoldoende ondersteunde. In het seizoen 2021/22 speelde hij met de U19 van Juventus twee wedstrijden in de UEFA Youth League, waarin hij eenmaal tot scoren kwam. In het seizoen daarop was Mbangula, die in maart 2022 een contract tot medio 2026 ondertekende bij Juventus, drie goals in vijf Youth League-wedstrijden.

### Juventus
Op 2 september 2023 maakte Mbangula zijn officiële debuut voor Juventus Next Gen, het beloftenelftal van de club dat toen uitkwam in de Serie C: op de openingsspeeldag kreeg hij van trainer Massimo Brambilla een basisplaats tegen Delfino Pescara 1936. Mbangula speelde in het seizoen 2023/24 in alle competities 25 officiële wedstrijden voor Juventus Next Gen, voornamelijk als invaller.
Op 19 augustus 2024 maakte Mbangula zijn officiële debuut voor het eerste elftal van Juventus: op de openingsspeeldag van de Serie A kreeg hij van trainer Thiago Motta een basisplaats tegen Como 1907. In deze wedstrijd maakte hij na 23 minuten zijn eerste doelpunt op het hoogste niveau. Daarmee werd hij de eerste Belgische doelpuntenmaker ooit voor Juventus en de jongste Belgische doelpuntenmaker ooit in de Serie A. Mbangula leverde later in de wedstrijd ook de assist af voor de 3-0 van Andrea Cambiaso. Een week later was hij tegen Hellas Verona opnieuw bepalend: de twintiger leverde de assist af voor de 0-2 van Nicolò Savona en lokte de strafschop uit die de 0-3 opleverde. Daarna deemsterde hij wat weg.

## Clubstatistieken
| Seizoen         | Club              | Land            | Competitie      | Competitie | Competitie | Beker | Beker | Supercup | Supercup | Europees | Europees | Totaal | Totaal |
| Seizoen         | Club              | Land            | Competitie      | Wed.       | Dlp.       | Wed.  | Dlp.  | Wed.     | Dlp.     | Wed.     | Dlp.     | Wed.   | Dlp.   |
| --------------- | ----------------- | --------------- | --------------- | ---------- | ---------- | ----- | ----- | -------- | -------- | -------- | -------- | ------ | ------ |
| 2023/24         | Juventus Next Gen | Vlag van Italië | Serie C         | 23         | 2          | 2     | 0     | —        | —        | —        | —        | 25     | 2      |
| 2024/25         | Juventus FC       | Vlag van Italië | Serie A         | 2          | 1          | 0     | 0     | 0        | 0        | 0        | 0        | 2      | 1      |
| Carrière totaal | Carrière totaal   | Carrière totaal | Carrière totaal | 25         | 3          | 2     | 0     | 0        | 0        | 0        | 0        | 27     | 3      |

Bijgewerkt op 27 augustus 2024.

## Interlandcarrière
Op 11 november 2024 werd Mbangula voor het eerst opgeroepen voor de Rode Duivels naar aanleiding van de UEFA Nations League-wedstrijden tegen Italië en Israël. Oorspronkelijk stond hij niet op de lijst, maar door een aantal blessures werd hij door bondscoach Domenico Tedesco toegevoegd aan de selectie.